# Portão (kommun)
Portão är en kommun i Brasilien.   Den ligger i delstaten Rio Grande do Sul, i den södra delen av landet, 1 600 km söder om huvudstaden Brasília. Antalet invånare är 30 881.
Följande samhällen finns i Portão:
- Portão

Runt Portão är det i huvudsak tätbebyggt. Runt Portão är det mycket tätbefolkat, med 1 956 invånare per kvadratkilometer.